# Rieszova věta o reprezentaci
Rieszova věta o reprezentaci je důležité matematické tvrzení z oboru funkcionální analýzy. Tato věta umožňuje reprezentovat funkcionály na Hilbertově prostoru skalárním součinem s jistým prvkem tohoto prostoru.

## Znění
Pro každý spojitý lineární funkcionál {\displaystyle F:{\mathcal {H}}\rightarrow \mathbb {C} } na Hilbertově prostoru {\displaystyle {\mathcal {H}}} existuje jediný vektor {\displaystyle y\in {\mathcal {H}}} takový, že:
{\displaystyle Fx=\langle x,y\rangle \ \forall x\in {\mathcal {H}}}.
A navíc:
{\displaystyle \|F\|=\|y\|}